# فیلم گوتیک

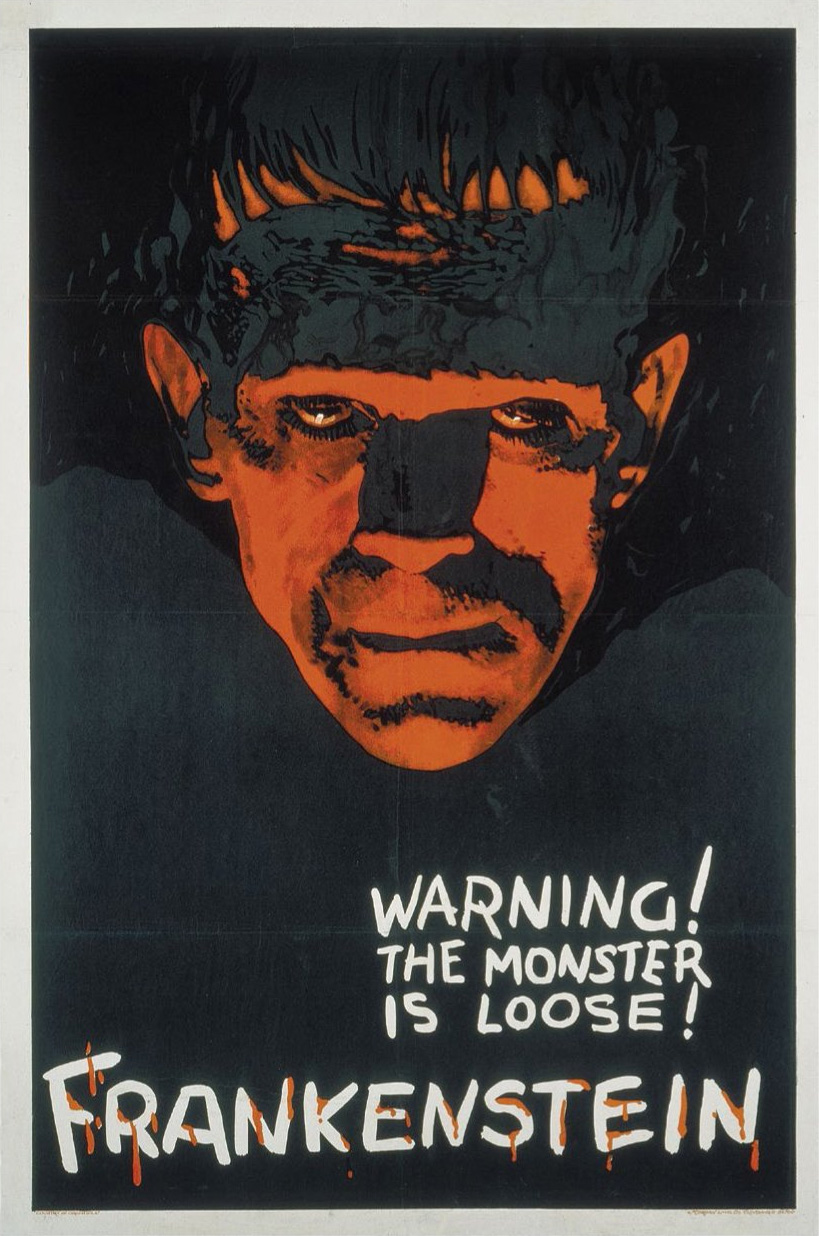
پوستر فیلم فرانکنشتاین

فیلم گوتیک (به انگلیسی: Gothic film) فیلمی است که بر اساس داستان گوتیک ساخته شده یا حاوی عناصر گوتیک است. از آن‌جایی که ژانرهای مختلف فیلم، از جمله علمی تخیلی، فیلم نوآر، ترسناک و کمدی، از عناصر گوتیک استفاده کرده‌اند، تعریف فیلم گوتیک به عنوان یک ژانر چالش‌برانگیز است. عناصر گوتیک نیز ژانر فیلم ترسناک را نشان داده‌اند و عناصر فراطبیعی و کابوس‌وار را به همراه دارند. برای ایجاد فضایی گوتیک، فیلم‌سازان به‌دنبال ایجاد ترفندهایی با دوربین بوده‌اند که مخاطبان را به چالش می‌کشد. فیلم‌های گوتیک نیز مسائل معاصر را منعکس می‌کردند. هایدی کای گفت: «تصاویر قوی، تمرکز بر جنسیت و تأکید بر واکنش مخاطبان» ویژگی‌های فیلم‌های گوتیک را مانند آثار ادبی گوتیک نشان می‌دهد. در دایرةالمعارف گوتیک آمده‌است که اساس فیلم گوتیک ترکیبی از ادبیات گوتیک، ملودرام صحنه و اکسپرسیونیسم آلمانی است.
در راهنمای کمبریج برای داستان گوتیک، میشا کاوکا می‌گوید که فیلم گوتیک یک ژانر ثابت نیست، بلکه به تصاویر، طرح‌ها، شخصیت‌ها و سبک‌های گوتیک در فیلم کمک می‌کند. این عناصر اغلب در «مقوله وسیع تر وحشت» یافت می‌شوند. کاوکا تعریف ویلیام پاتریک دی از گوتیک را نقل می‌کند: «[این] ترس را هم به‌عنوان موضوع و هم به‌عنوان تأثیر آن برانگیخته می‌کند؛ اما این کار را نه در درجه اول از طریق شخصیت‌ها یا طرح‌ها یا حتی زبان، بلکه از طریق نمایش انجام می‌دهد». سینما در خلق تصاویری که نمایش را می‌سازد با تعریف گوتیک مطابقت دارد.

## فیلم‌های برگزیده
انستیتوی فیلم بریتانیا در سال ۲۰۱۳ برنامه‌ای را برای تجلیل از فیلم‌ها و نمایش‌های تلویزیونی با مضامین گوتیک راه‌اندازی کرد، گاردین موارد زیر را به‌عنوان ده فیلم برتر گوتیک (به ترتیب سال) معرفی کرد:
- نوسفراتو (۱۹۲۲)
- دراکولا (۱۹۳۱)
- فرانکنشتاین (۱۹۳۱)
- ربه‌کا (۱۹۴۰)
- دراکولا (۱۹۵۸)
- مغاک و آونگ (۱۹۶۱)
- بچه رزماری (۱۹۶۸)
- سوسپیریا (۱۹۷۷)
- تاریکی نزدیک (۱۹۸۷)
- یتیم‌خانه (۲۰۰۷)

## برای‌مطالعه‌بیشتر
- Bell, James, ed. (2013). Gothic: The Dark Heart of Film. British Film Institute. ISBN 978-1-84457-682-1.
- Hand, Richard J.; McRoy, Jay, eds. (2020). Gothic Film: An Edinburgh Companion. Edinburgh University Press. ISBN 978-1-4744-4804-8.
- Punter, David; Byron, Glennis (2004). "Gothic Film". The Gothic. Wiley-Blackwell. pp. 65–70. ISBN 978-0-631-22063-3.
- Reyes, Xavier Aldana (2020). Gothic Cinema. Routledge Film Guidebooks. Routledge. ISBN 978-1-138-22756-9.

## پیوندبه‌بیرون
- Gothic Film in the ‘40s: Doomed Romance and Murderous Melodrama at Diabolique Magazine